# Gdzie leży prawda
Gdzie leży prawda (ang. Where the Truth Lies) – kanadyjsko-brytyjski thriller z 2005 roku w reżyserii Atoma Egoyana. Ekranizacja powieści Ruperta Holmesa.

## Obsada
- Kevin Bacon jako Lanny
- Colin Firth jako Vince
- Alison Lohman jako Karen
- David Hayman jako Reuben
- Rachel Blanchard jako Maureen
- Maury Chaykin jako Sally Sanmarco
- Sonja Bennett jako Bonnie
- Kristin Adams jako Alice
- Deborah Grover jako pani O’Flaherty
- Beau Starr jako Jack Scaglia